# Chris Stuckmann
Christopher Stuckmann (Boston Heights, 15 de abril de 1988) es un cineasta, crítico de cine y youtuber estadounidense. Es un crítico certificado del portal Rotten Tomatoes y miembro de la Critics Choice Association. Ha dirigido dos largometrajes, cuatro cortometrajes y una variedad de series web, y ha publicado dos libros: The Film Buff’s Bucket List: The 50 Movies of the 2000s to See Before You Die (2016) y Anime Impact: The Movies and Shows that Changed the World of Japanese Animation (2018).

## Filmografía

### Largometrajes
| Año  | Título           | Director | Guionista | Productor | Editor | Notas               |
| ---- | ---------------- | -------- | --------- | --------- | ------ | ------------------- |
| 2003 | Phenomenon Field | Sí       | Sí        | Sí        | No     | Debut como director |
| 2005 | The Woods        | Sí       | Sí        | Sí        | Sí     |                     |
| 2023 | Shelby Oaks      | Sí       | Sí        | Sí        | No     | Posproducción       |

### Cortometrajes
| Año  | Título             | Director | Guionista | Productor | Editor | Notas         |
| ---- | ------------------ | -------- | --------- | --------- | ------ | ------------- |
| 2013 | Julia              | Sí       | Sí        | Sí        | Sí     | También actor |
| 2017 | Auditorium 6       | Sí       | Sí        | Sí        | Sí     |               |
| 2019 | Notes from Melanie | Sí       | Sí        | Sí        | Sí     |               |
| —    | Penance            | Sí       | Sí        | Sí        | Sí     |               |

### Web
| Año           | Título                                      | Papel        | Notas            |
| ------------- | ------------------------------------------- | ------------ | ---------------- |
| 2011–presente | Chris Stuckmann's Movie Reviews             | Presentador  | Papel principal  |
| 2013–presente | Chris Stuckmann's Hilariocity Reviews       | Presentador  | Papel principal  |
| 2013          | Stuckmann’s 1st Annual Halloween Special    | Presentador  | También director |
| 2014          | Movie Trivia Schmoedown                     | Participante | 3 episodios      |
| 2014          | Awesome Halloween Guilty Pleasures          | Presentador  |                  |
| 2015          | Nostalgia Critic                            | Invitado     | 3 episodios      |
| 2015          | Screen Junkies Movie Fights                 | Presentador  | 7 episodios      |
| 2015          | Scary Movie Binge!                          | Presentador  |                  |
| 2016          | AMC Jedi Council                            | Invitado     | 1 episodio       |
| 2016          | Stuckmann’s 4th Annual Halloween Special    | Presentador  |                  |
| 2017          | Anime Abandon                               | Invitado     | 1 episodio       |
| 2017          | I Hate Everything: The Search for the Worst | Invitado     | 1 episodio       |
| 2017          | Midnight Screenings                         | Invitado     | 1 episodio       |
| 2018          | Sardonicast                                 | Invitado     | 2 episodios      |